# Gendarmerie royale du Canada
Pour les articles homonymes, voir GRC.
La Gendarmerie royale du Canada ou GRC (en anglais : Royal Canadian Mounted Police, abrégé en RCMP, c'est-à-dire « police royale montée du Canada ») est à la fois  police fédérale du Canada et fait fonction de corps de police territoriale dans les trois territoires ainsi que les provinces qui ne disposent pas de leur propre service, soit les sept provinces autres que le Québec (avec la SQ), l'Ontario (avec l'OPP) et Terre-Neuve-et-Labrador (avec le RNC). Les Canadiens francophones la désignent souvent par l'appellation générique de « police montée » et les Canadiens anglophones par mounties ou Red Serge, en raison de leur uniforme en sergés rouge. Elle est régie principalement par la loi sur la Gendarmerie royale du Canada et elle est dirigée par un commissaire, grade équivalent à celui de directeur général de service de police en Europe, qui relève du ministre de Sécurité publique Canada.
La GRC est le seul corps policier au monde à posséder des capacités d'action et d'application des lois aux niveaux international, national, provincial et municipal, et cela sans être le seul corps policier du pays. En Ontario, au Québec et à Terre-Neuve-et-Labrador, elle a uniquement à faire appliquer les lois fédérales car ces trois provinces disposent de leur propre corps de police provincial. Ailleurs, elle opère de façon contractuelle pour faire respecter les lois provinciales en plus des lois fédérales. Elle a aussi la responsabilité de faire respecter les actes et décisions des municipalités qui ont conclu avec elle un contrat ; ainsi, la GRC joue le rôle d'un corps municipal de police.
La GRC fut rendue populaire auprès du grand public grâce à son action durant la ruée vers l'or du Klondike au tournant du XXe siècle, au cinéma de Hollywood (avec des films tels que Outpost of the Mounties (1939), Fighting Shadows (1935) et Clancy of the Mounted (1933)), et grâce à diverses émissions télé, dont Un tandem de choc / Direction : Sud mettant en vedette Paul Gross.

## Rôle et mandats
Selon la Loi sur la Gendarmerie royale du Canada, la GRC est la « Force de police pour le Canada ». Selon son propre site web, la mission de la GRC inclut de maintenir la paix, d'assurer le respect de la loi et d'offrir un service de qualité de concert avec les collectivités qu'elle sert.

## Composition et structure

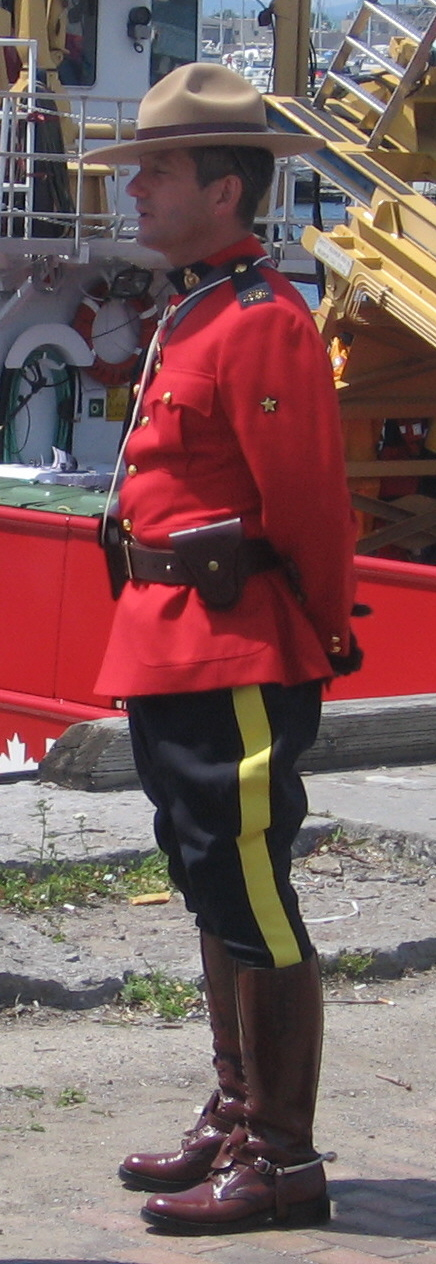
Gendarme de la GRC en tenue d'apparat.

La Gendarmerie royale du Canada relève du ministère fédéral de Sécurité publique. Elle est dirigée par un commissaire qui a pleine autorité sur tout ce qui se rapporte à la GRC. Au 1er avril 2021, la GRC emploie plus de 30 500 personnes dont environ 3 500 employés civils sous statut spécifique de la GRC et environ 7 000 fonctionnaires sous statut civil fédéral. Son quartier général est situé à Ottawa. Son « dépôt » et son centre de formation sont situés à Regina, capitale de la province de Saskatchewan.
Dans ses différentes fonctions, elle possède plusieurs mandats d'ordre fédéral : elle est le bureau Interpol au Canada ; elle dispose des sections anti-terroristes diverses et lutte contre le terrorisme ; elle assure la protection du premier ministre du Canada, la protection des ministres et dignitaires canadiens ; elle est le service de protection des hautes personnalités étrangères qui visitent le territoire canadien ; elle gère également les sections d'enquêtes et de renseignements sur le crime organisé ; elle effectue la garde et la protection des ambassades canadiennes à l'étranger ; elle assume la prévention de crimes d'ordre fédéral auprès de la jeunesse canadienne ; elle est compétente en matière de services de police sur les réserves autochtones (amérindiennes) ; elle est la structure qui a en mains le registre canadien des armes à feu situé au Nouveau-Brunswick dans la ville de Miramichi. Elle dispose également de mandats d'ordre contractuel appliqués dans huit provinces (sans police provinciale) et dans les trois territoires.
Dans son mandat contractuel, avec les trois territoires (Territoires du Nord-Ouest, Yukon et Nunavut) et dans les huit provinces (Nouvelle-Écosse, Île-du-Prince-Édouard, Nouveau-Brunswick, Terre-Neuve, Manitoba, Saskatchewan, Alberta et Colombie-Britannique), elle maintient des postes de police où le personnel de la GRC traite aussi bien des délits et contraventions du code de la route que des enquêtes criminelles et délictuelles. La GRC dispose de centres spécialisés de police scientifique et technique, de lutte aux narcotiques, etc. La GRC entretient à ce niveau des liens étroits avec les polices des grandes municipalités et les services spécialisés des provinces ayant des corps de police.

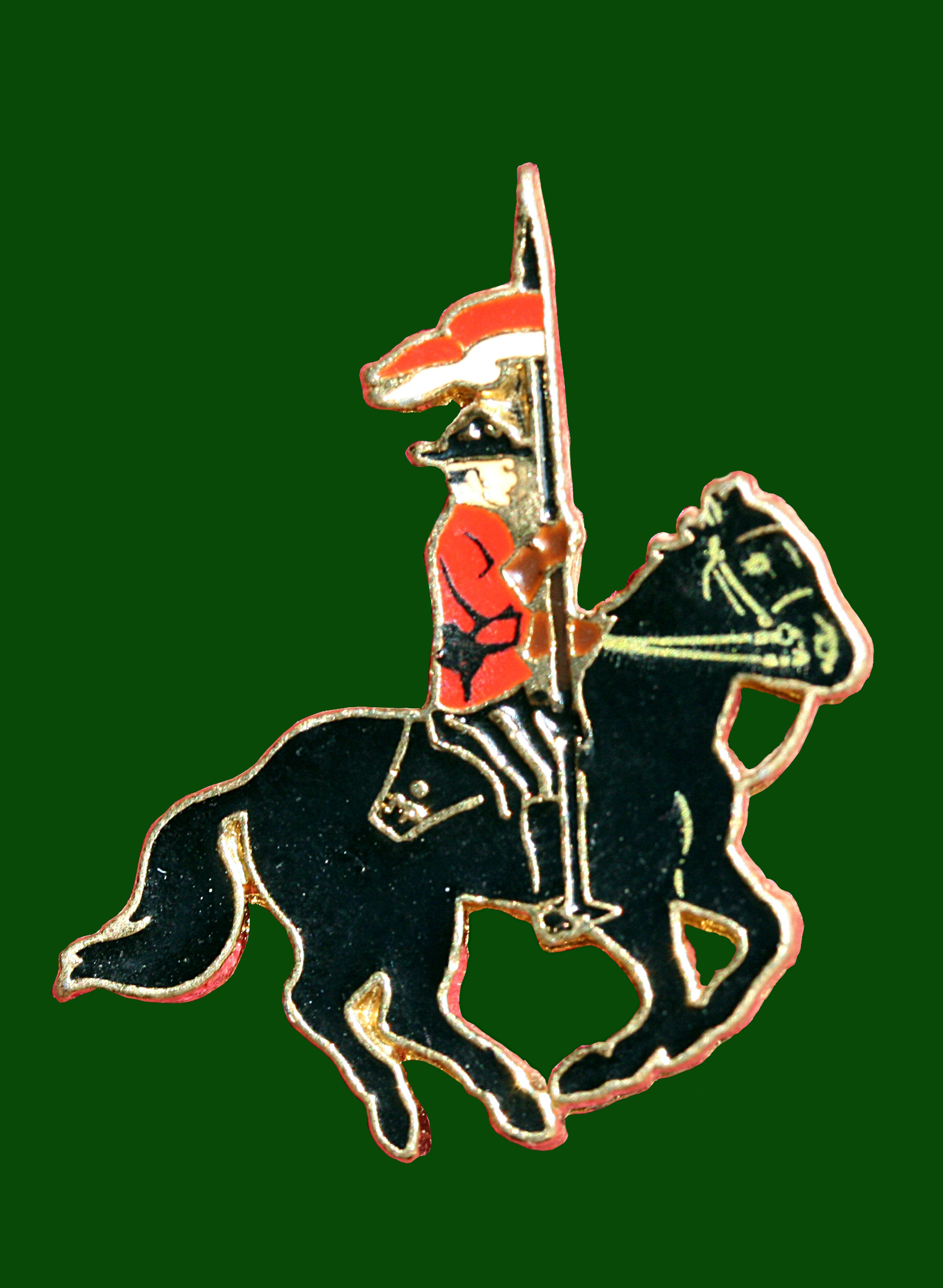
Épinglette de la GRC en tenue d'apparat.

Une équipe spéciale, nommée le Carrousel de la GRC, parcourt le Canada et offre un spectacle équestre, rappelant les premiers moments de son histoire. Le Carrousel de la GRC donne des représentations dans plusieurs pays, dont les États-Unis et la France.
L'organisation territoriale de la GRC est la division, le mot venant de son passé quasi-militaire de type britannique. Chaque division couvre à peu de chose près les frontières de chaque province ou d'un territoire au sein du Canada. Chacune des 15 divisions de la GRC est dirigée par un commandant, en général un commissaire adjoint, grade équivalent en Europe à un directeur de police et désignée par une lettre de l’alphabet (par exemple la Division C est celle du Québec). L'Ontario, vu son importante population et son territoire, comporte cependant deux divisions : celle pour la capitale nationale (Ottawa) et une autre pour le reste de la province. La quinzième Division est celle nommée Dépôt et chapeaute l'école de formation de Regina (Saskatchewan) et le centre de dressage des chiens policiers de Bowden (Alberta).
Ces divisions sont regroupées en quatre régions : Pacifique, Nord-Ouest, Centre et Atlantique. La GRC est sous la direction d'un commissaire et de huit sous-commissaires, chacun de ces derniers s'occupant d'une des sections suivantes :
- Région de l'Atlantique (à Halifax (Nouvelle-Écosse))
- Région du Centre (à Ottawa)
- Région du Nord-Ouest (à Regina)
- Région du Pacifique (à Vancouver)
- Opérations
- Service nationaux de police
- Gestion générale et contrôle
- Orientation stratégique.

### Grades
| Grade                            | Nombre dans la GRC au 1er avril 2021 |
| -------------------------------- | ------------------------------------ |
| Commissaire                      | 1                                    |
| Sous-commissaire                 | 6                                    |
| Commissaire adjoint              | 26                                   |
| Surintendant principal           | 54                                   |
| Surintendant                     | 179                                  |
| Inspecteur                       | 339                                  |
| Sergent-major du corps           | 1                                    |
| Sergent-major                    | 10                                   |
| Sergent-major d'état major       | 8                                    |
| Sergents d'état-major            | 830                                  |
| Sergents                         | 1 993                                |
| Caporal                          | 3 641                                |
| Gendarmes                        | 11 970                               |
| Gendarme spécial                 | 106                                  |
| Membres civils                   | 3 087                                |
| Employés de la fonction publique | 8 307                                |
| Total                            | 30 558                               |

Les grades inférieurs des policiers de la GRC ont pour origine ceux de l'Armée canadienne du XIXe siècle qui étaient presque identiques à ceux de l'Armée britannique actuelle. Les grades supérieurs sont plutôt inspirés de l'administration civile et ont augmenté en nombre ou en importance avec le temps à mesure que la force policière augmentait ses effectifs. Par exemple, le grade d'inspecteur était initialement celui d'un officier subalterne mais il est devenu celui d'un officier supérieur.
Les inspecteurs et les superintendants sont nommés par le gouverneur général en conseil (conseil des ministres canadien). Les sous-officiers, les caporaux et les gendarmes forment la grande majorité du personnel dans les postes tenus par la GRC et leur promotion se fait par concours. Les grades sont portés sur la manche de l'uniforme d'apparat mais en épaulette sur celle du veston de travail ou sur la chemise. Les gendarmes spéciaux, auxiliaires ou étudiants portent des insignes distinctifs de ceux des policiers réguliers. En plus des policiers réguliers, on compte des gendarmes spéciaux, des gendarmes auxiliaires, des civils de la GRC et des fonctionnaires fédéraux. Le grade de lance-caporal qui était représenté par un seul chevron n'existe plus depuis la fin de la seconde guerre mondiale.

### Membres civils
Les employés civils n'ont pas de pouvoirs judiciaires ou administratifs et sont engagés pour leur expertise. On les retrouve notamment dans la :
Police scientifique
- Toxicologie
- Chimie
- Biologie – tests d'ADN
- Droit

Techniques
- Empreinte digitale
- Instrumentation
- Documentation
- Contrefaçon
- Arme à feu
- Électronique
- Informatique
- Communications
- Télécommunications

Administration
- Relation publique
- Ressources humaines
- Traduction
- Techniques policières

## Direction

### Commissaire en chef
Le titre honorifique de « commissaire en chef » a été créé en 2012 et porté par Élisabeth II, reine du Canada. Le 28 avril 2023, la GRC annonce que le roi Charles III a accepté à son tour ce titre.

### Commissaire
La GRC est dirigée par le commissaire, nommé par le gouvernement canadien.
Le 9 mars 2018, le premier ministre Justin Trudeau annonce la nomination de Brenda Lucki (en) en tant que commissaire de la GRC. Elle devient officiellement la première femme à occuper ce poste le 16 avril 2018. Elle est diplômée de l'enseignement supérieur canadien (titulaire d'un « Bachelor of Arts » décerné par l' Université de l'Alberta) et avait intégré la GRC en 1986. Elle prend sa retraite le 17 mars 2023.
L'intérim est alors exercé par le sous-commissaire Michael Duheme. Le 25 mai 2023, le sous-commissaire est promu officiellement au grade supérieur et devient alors le 25e commissaire à diriger la GRC, depuis sa création.

## Histoire

### Fondation

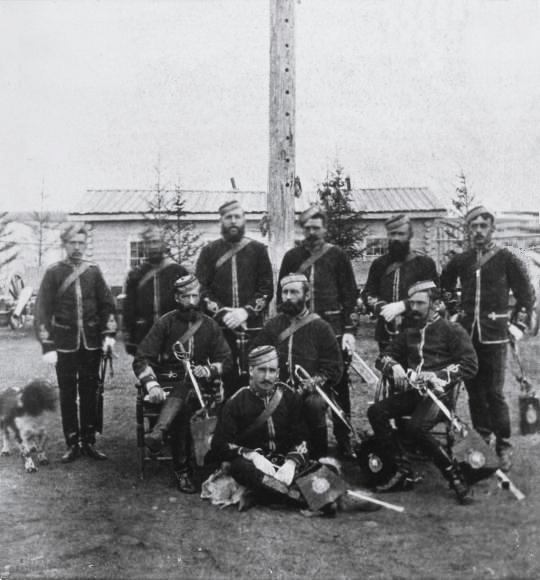
Agents de la Police montée du Nord-Ouest, Fort Walsh, Sask., 1878

Le 23 mai 1873, la Police montée du Nord-Ouest (en anglais : North West Mounted Police) est fondée par sir John A. Macdonald, père de la Confédération canadienne et premier ministre du Canada. Le nom retenu était plus descriptif de son rôle que le nom de North West Mounted Rifles (Fusiliers montés du Nord-Ouest) suggéré originellement et moins susceptible d'attirer l'antagonisme des Amérindiens et du gouvernement américain. La NWMP devait appliquer la loi dans les Territoires du Nord-Ouest (comprenant alors l'Alberta, la Saskatchewan, une bonne partie du Manitoba et le Nunavut), d'établir des relations amicales avec les Premières Nations (Amérindiens) et d'ouvrir les terres à la colonisation.
Sa création et son déploiement étaient rendus nécessaires par les marchands de whisky américains qui empiétaient sur le territoire canadien, causant des problèmes et menant à un massacre dans la région de Cypress Hills. Sur une suggestion d'un de ses ministres, Macdonald ordonna que la force soit vêtue de rouge, très britannique, pour bien les différencier du bleu des troupes américaines. La NWMP fut organisée comme une unité de cavalerie britannique en régiments et maintient encore certaines de ces traditions aujourd'hui.
Commandée par le colonel George Arthur French, la première troupe de la PMNO est partie de Fort Dufferin au Manitoba le 8 juillet 1874 en direction de ce qui est aujourd'hui l'Alberta. Elle comprenait 22 officiers, 253 hommes (divisés en constables et sous-constables), 142 bœufs de trait, 93 têtes de bétail, 310 chevaux, 114 carrioles de Rivière Rouge, 73 chariots, 2 gros fusils de 9 livres, 2 mortiers, des moissonneuses, des forges et des cuisines mobiles. Le périple fut consigné dans le journal d'Henri Julien, un artiste envoyé par le Canadian Illustrated News pour immortaliser l'événement. L'accent porté à faire respecter les droits des autochtones attira le respect de ces derniers et lors des campagnes de l'armée américaine contre les Sioux en 1876, Sitting Bull et ses hommes se réfugièrent donc dans le sud de la Saskatchewan. James Morrow Walsh, qui était chargé de la région de Wood Mountain pour la PMNO, entra en accord avec Sitting Bull afin de les aider et les deux devinrent de bons amis.
Dans les années 1880, la PMNO se voit confier le mandat d'aider l'armée canadienne à mater la rébellion Métis sur les terres qui sont aujourd'hui la Saskatchewan. La rébellion du Nord-Ouest se termina par la défaite des Métis à la bataille de Batoche, le 12 mai 1885. Le chef de celle-ci, Louis Riel sera gardé par la PMNO et jugé par un tribunal qui le condamne à la pendaison. Il sera exécuté le 16 novembre 1885.
En 1898, la PMNO se voit confier le contrôle de la ruée vers l'or du Klondike au Yukon. Au col Chilkoot, les agents exigent entre autres que les prospecteurs amènent une tonne de biens de toutes sortes pour leur survie, ce qui a prévenu la famine, ils inspectent tous les esquifs utilisés pour remonter le fleuve Yukon afin de s'assurer de leur sécurité et ils créent le « Blue ticket » (ticket bleu) afin d'expulser les indésirables.

### Changement de mandat
Avant 1903, les activités et la juridiction de la PMNO se situent surtout près de la frontière américaine dans ce qui deviendra les Prairies canadiennes. Cette année-là, la PMNO voit ses effectifs déployés vers la côte de l'Arctique canadien. En 1904, le titre « royal » est ajouté au nom de l'organisation pour devenir la Police montée royale du Nord-Ouest (PMRNO). En 1905, elle reçoit la juridiction sur le reste de l'Alberta et de la Saskatchewan. En 1912, on la retrouve également dans la partie nord du Manitoba. Elle demeure fidèle à son système semi-militaire.
Après la Première Guerre mondiale, elle est vue comme un reliquat du XIXe siècle. Dans le Canada en voie d'industrialisation du XXe siècle, la PMRNO est vouée à l'extinction, remplacée par des forces de polices urbaines ou provinciales. En effet, l'Ouest canadien était devenu une zone de fermes plutôt que des territoires amérindiens et un changement de vocation s'imposait. Le gouvernement décida cependant de l'unir à la Police du Dominion, une force de police originellement créée pour la protection des parlementaires et devenu en 1911 l'équivalent de la PMRNO pour l'Est du Canada. La fusion donne la Gendarmerie royale du Canada le 1er février 1920, une police fédérale responsable de la sécurité nationale qui gardera la plupart des caractéristiques organisationnelles et visuelles, dont l'uniforme de parade, de la PMRNO. Son nouveau rôle est de voir au respect des lois fédérales canadiennes à travers le pays de façon similaire au FBI créé plus tard. Sauf au Québec, en Ontario et en Terre-Neuve-et-Labrador, la GRC est également louée comme force de police pour faire respecter la loi dans les zones non urbaines.

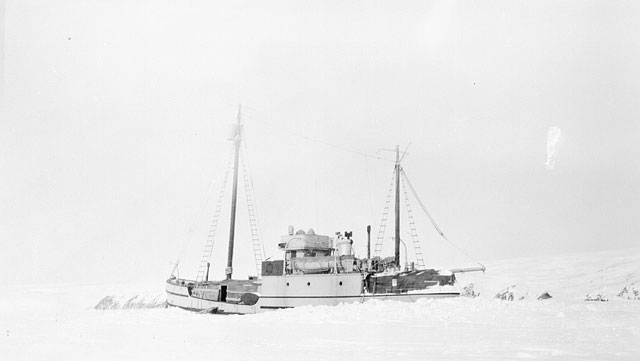
La goélette Saint-Roch

D'autres nouveaux mandats furent ajoutés dans les années 1920, tels la lutte aux narcotiques, l'aide à différentes agences nationales comme la surveillance des frontières et la déportation des immigrants illégaux. En 1932, la section maritime de la GRC fut créée, à partir de l'intégration d'une section du Ministère du revenu, pour patrouiller les côtes et collecter les douanes. On acheta alors la goélette Saint Roch qui permit de patrouiller l'Arctique. C'est le premier vaisseau à traverser le Passage du Nord-Ouest de l'ouest vers l'est (1940-42), le premier à le faire en une seule saison (1942) et le premier à naviguer autour de l'Amérique du Nord (1950). En plus, de son rôle de maintien de l'ordre, on lui donna également ceux d'agence de contre-espionnage et de service de police luttant contre les communistes au Canada. Ce second rôle lui attirera plusieurs critiques durant les décennies suivantes puisque la GRC se distingua en espionnant non seulement les gens du Parti Communiste mais encore les syndicalistes et autres gens de gauche et de telles activités s'effectuèrent sans réel contrôle des autorités politiques fédérales. Ce service fait d'abord partie de la section des enquêtes criminelles mais devient une section à part entière en 1939 sous le nom de Service de sécurité de la GRC.

### Relations tendues avec divers groupes

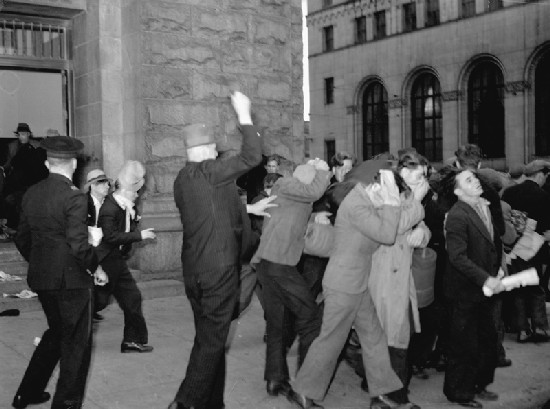
Agent de la GRC en civil s'attaquant à des grévistes à Vancouver en 1938

Suivant la philosophie conservatrice du temps, en 1919, la RNWMP avait été utilisée pour mâter la grève générale de Winnipeg et ses policiers avaient tiré dans la foule, tuant deux grévistes et en blessant trente. La nouvelle GRC continua d'être utilisée lors d'autres conflits durant les années 1930 marqués par la Grande Dépression mondiale et les revendications ouvrières. On note ainsi le décès de trois mineurs à Estevan (Saskatchewan) en 1931, la répression violente de la Marche vers Ottawa de Regina (Saskatchewan) en 1935 faisant deux morts: un policier du service de police de Regina et un manifestant. La GRC a d'ailleurs employé des constables spéciaux pour ce genre de répression et même formé à la fin des années 1930 une milice, la Legion of Frontiersmen (Légion des frontières), pour l'assister en cas de besoin. Les constables spéciaux sont devenus plus tard la force de police dans les aéroports de juridiction fédérale et dans certains tribunaux provinciaux.
La GRC fut également chargée de la mise en application de la loi sur les écoles indiennes qui força des années 1920 à 1960 les enfants amérindiens à devenir pensionnaires dans des écoles assimilatrices.

### Guerre froide
À la fin de la Seconde Guerre mondiale, les tensions entre l'Ouest et l'Union soviétique ne se font pas attendre. Un employé au décodage de l'ambassade soviétique à Ottawa, Igor Gouzenko, demande asile au gouvernement canadien en 1945 et révèle l'existence d'un réseau d'espionnage à travers le pays. Le Service de sécurité de la GRC reçoit alors le mandat de filtrer les éléments subversifs dans la fonction publique canadienne. Ce qui commença comme une recherche des éléments infiltrés fut étendu à la mise à l'écart des homosexuels en 1950, acte illégal à l'époque considéré comme une faiblesse et un possible moyen de chantage par le KGB. Une machine à détection des homosexuels, utilisant comme prémisse la détection de la dilatation des pupilles d'un sujet exposé à des clichés de nus masculins, fut même développée,. Après quatre ans, les résultats ne furent pas probants et son utilisation arrêtée. De nombreux fonctionnaires furent malgré tout renvoyés pour ce motif.

### Mouvement indépendantiste du Québec et contre-intelligence
Durant les années 1960, la montée du nationalisme québécois mène à la formation du Front de libération du Québec (FLQ), qui prêche l'indépendance par la violence mais qui n'a pas de lien avec les partis indépendantistes légaux comme le Rassemblement pour l'indépendance nationale (RIN) et le Parti québécois (PQ). Le Service de sécurité de la GRC étant impliqué dans la lutte au terrorisme, il tente d'infiltrer non seulement le FLQ mais également les partis légaux jusque dans les années 1970. Ses agents infiltrés commettent des actes illégaux comme l'incendie d'une grange ou le vol de bâtons de dynamite sur des chantiers de construction, en faisant passer ces actes comme venant du FLQ et ils incitent des membres du FLQ à faire des actes de terrorisme. D'autres agents volent les listes de membres du PQ. Le Service sera dissous en 1984, à la suite des recommandations de la commission MacDonald qui avait enquêté sur ces agissements, pour être remplacé par le Service canadien du renseignement de sécurité (SCRS) formé avec des fonctionnaires civils à statut fédéral et sous la supervision suprême d'un « auditeur », directeur général de ce service, ne devant pas avoir de statut militaire ni policier.
Par la suite, un très grave problème de communication entre le Service canadien de renseignements de sécurité (SCRS) et la GRC a fait échouer la prévention et l'enquête sur l'attentat d'Air India de 1985. Par ailleurs, son commissaire (équivalent du grade et de la fonction de directeur général de la police nationale en Europe ou du directeur du FBI aux États-Unis) Giuliano Zaccardelli a dû démissionner en raison de son témoignage problématique dans l'affaire Arar, un canadien d'origine syrienne que les autorités américaines ont déporté en Syrie à la suite d'informations de la GRC et qui y a été torturé, ainsi que pour sa gestion douteuse du fonds de pension de la GRC.

### Arrivée des femmes
Le commissaire M.J. Nadon annonça le 23 mai 1974 que la GRC commencerait à recruter des femmes en tant que policier (des femmes étaient déjà employées sous statut civil de la GRC ou sous statut fédéral). La GRC incorpora les trente-deux premières recrues dans son service le 16 septembre 1974 au sein de la Troupe 17 au sein de son école de formation de Regina. La première formation féminine se termina le 3 mars 1975. 1981 voit la première femme élevée au rang de caporal et la première femme à intégrer le Carrousel de la GRC. En 1987, c'est le premier poste à l'étranger pour une femme et en 1990 la première commandante de poste. En 1992, on nomme la première officière supérieure et en 1998 la première Commissaire adjointe. Du 15 décembre 2006 au 10 août 2007, Beverly Busson est Commissaire intérimaire de la GRC alors qu'elle est remplacée par William J.S. Elliott. C'est la première femme directrice générale de la GRC.
Comme dans d'autres corps policiers, des problèmes ont surgi dans les relations entre la GRC et ses policières. Par exemple, la Cour suprême de la Colombie-Britannique a entendu en 2013 un recours collectif présenté par des femmes de la Gendarmerie royale du Canada, initié par Janet Merlo, membre de la GRC depuis de nombreuses années, à propos de discrimination basée sur le sexe, d'intimidation et de harcèlement. Ces policières soutinrent aussi que leur employeur fut négligent dans son obligation de leur assurer un environnement de travail sécuritaire. D'ailleurs, un rapport interne dévoilé en 2012 a indiqué que plusieurs membres de sexe féminin de la GRC avaient affirmé que le harcèlement basé sur le sexe était courant au travail.

### Policiers tués à Mayerthorpe
Le 3 mars 2005, quatre jeunes membres de la GRC sont assassinés. Le détachement de la GRC de Mayerthorpe (à 130 kilomètres au nord-ouest d'Edmonton (Alberta) offrait son aide dans un procès civil intenté pour recouvrer un bien. Lors de leur visite sur les lieux, les policiers découvrirent une vingtaine de plants de marijuana. Les quatre membres de la GRC restés sur place pour garder les pièces à conviction furent assassinés par le propriétaire qui se suicida ensuite.
Dans un pays où le meurtre de policiers est un événement rarissime, ce crime a eu un très grand retentissement. En 2008, des centaines de policiers, de proches et de citoyens ont participé au dévoilement de quatre statues grandeur nature en hommage aux quatre agents tués en 2005 dans un parc commémoratif créé à proximité des lieux de la tragédie. Une enquête publique sur les événements s'est également tenue pour faire la lumière sur les circonstances qui ont mené à ces meurtres et pour faire des recommandations afin de prévenir un tel drame à l'avenir. Le juge Daniel Pahl a entre autres recommandé en 2011 que :
- chaque détachement de la GRC se dote d'un coordinateur chargé d'évaluer les menaces éventuelles ;
- les autres policiers soient informés au sujet des individus potentiellement dangereux ;
- la GRC se dote de politiques détaillées et de moyens adaptés concernant la surveillance des scènes de crime et l'évaluation des risques lors des opérations dangereuses ;
- l'armement individuel et l'équipement des policiers, lors d'interventions, devait être amélioré ;
- les équipes d'intervention d'urgence doivent compter dans leurs rangs au moins un auxiliaire médical.

### Affaires litigieuses
Depuis sa fondation, la Gendarmerie royale du Canada fut impliquée dans plusieurs affaires litigieuses en relation avec la surveillance et la répression des mouvements ouvriers, pacifistes, autochtones et souverainistes québécois au Canada. D'autre part, elle fut accusée d'usage excessif de la force dans certaines affaires.

#### Surveillance et infiltration d'organisations politiques et de syndicats
Les rapports de la GRC datant de 1919 à 1945 montrent que la surveillance des mouvements ouvriers était une pratique répandue et courante pour la Royal Northwest Mounted Police.

#### Usage excessif de la force
En 1997, lors des manifestations entourant la rencontre de Coopération économique pour l'Asie-Pacifique à Vancouver, la GRC aurait fait usage de force excessive en fouillant à nu des manifestantes et en utilisant du poivre de Cayenne entre autres.
Le quotidien britannique The Guardian révéla en décembre 2019 que la GRC aurait reçu l’autorisation le 7 janvier précédent d'utiliser toute force nécessaire, jusqu'à létale, pour démanteler une barricade érigée par des manifestants indigènes qui tentaient de s'opposer à la construction d’un pipeline de gaz naturel en Colombie-Britannique. Cette nouvelle a suscité l’indignation des Premières Nations et des défenseurs des droits de la personne : « Rien n’a changé en 150 ans ! Ils sont prêts à nous tuer pour nos terres et à voler nos enfants ». Il est à noter qu'il n'y a pas eu de mort d'homme, ni usage excessif de la force prouvé lors de l'intervention.

#### Affaire Dziekanski
Le 14 octobre 2007, quatre policiers de la GRC de Richmond (Colombie-Britannique) interpellent à l'aéroport international de Vancouver Robert Dziekanski, citoyen polonais arrivant de Pologne pour voir sa mère. Il se comporte bizarrement dans la zone de sortie de l'aéroport. Pour le maîtriser, alors qu'il ne parle ni anglais ni français et qu'il est totalement désorienté, ils emploient un pistolet à impulsion électrique (pistolet Taser) et se ruent sur lui, le bousculant et le projetant au sol. Peu après, Robert Dziekanski perd connaissance ; une équipe hospitalière d'urgence est demandée par le service de sécurité de l'aéroport mais Richard Dziekanski décède sans que l'équipe des services d'urgence puisse le réanimer.
Un témoin a filmé la scène avec son appareil numérique et les images montrèrent que l'usage de la force et du pistolet semblaient prématurés. Les policiers impliqués dans l'affaire furent accusés de parjure et d'entrave à l'enquête car ils avaient donné des réponses fausses aux enquêteurs fédéraux et n'avaient pas voulu répondre à diverses questions relatives à leur usage très rapide du pistolet TASER.
Une commission d'enquête fédérale présidée par un juge fédéral fut mise sur pied pour examiner cette « bavure » policière impliquant l'usage du pistolet à impulsion électrique et ayant provoqué le décès de la personne interpellée. Il apparaît en fait que souvent, le recours à cette arme de dernier recours soit fait trop tôt et sans essais d'autres méthodes. La GRC a émis à compter de 2009 des directives restreignant son usage aux cas où un agent de la GRC est menacé de mort.

#### Misogynie et homophobie
L'ancien juge de la Cour suprême, Michel Bastarache, publie en 2020 un rapport traitant des plus de 3 000 demandes d'indemnisation présentées par des femmes qui avaient été victimes d'agressions sexuelles et de discrimination alors qu'elles travaillaient pour la Gendarmerie royale du Canada. Michel Bastarache souligne que ces plaintes l'ont amené « à conclure que la culture de la GRC est à la fois misogyne et homophobe »,.

## Distinctions
Des membres de la GRC s'illustrèrent à titre personnel dans la seconde guerre des Boers, la Première Guerre mondiale et la Seconde Guerre mondiale :
- Des membres de la NWMP ont pris un congé sans solde pour former la majorité du second bataillon des Canadian Mounted Rifles (CMR) et une partie du régiment Lord Strathcona's Horse durant la guerre des Boers. Le CMR s'étant distingué durant les combats, le roi Edouard VII octroya le titre « royal » au NWMP le 24 juin 1904.
- Durant le premier conflit mondial, un escadron de volontaires de la RNWMP servit en France avec le Canadian Light Horse à partir du 6 août 1914. Deux autres s'ajoutèrent en 1918, le premier en France puis en Belgique flamande, l'autre en Sibérie.

Durant les deux premiers conflits mondiaux, la GRC fut chargée de la surveillance des camps d'internement des prisonniers de guerre au Canada et de ceux des citoyens d'origine ennemie (japonais, italiens, allemands). La GRC forma également un contingent de police pour le maintien de l'ordre dans les troupes canadiennes durant la Seconde Guerre mondiale.
De 1989 à nos jours, la GRC a participé à plus de 35 missions des Nations unies. Son travail consiste à promouvoir la paix et la sécurité dans le monde et à soutenir les efforts internationaux pour rétablir l’ordre, en collaborant avec les services de police locaux dans les États en proie à des conflits ou à la menace de conflits. Un contingent participe notamment à la formation de la police nationale en Haïti.

### Honneurs militaires
Depuis sa formation sous le nom de NWMP (ou police montée du Nord-Ouest), la GRC est un service de police mais avec un statut semi-militaire. En tant que telle, la GRC est considérée comme un régiment de dragons et peut porter des barrettes et étendards obtenus comme une troupe de cavalerie et ce, depuis 1921. Son premier étendard, en tant qu'unité constituée, date de 1935 et le plus récent comporte les distinctions mentionnées ci-dessous. En tant que régiment, la GRC a participé au couronnement de George VI du Royaume-Uni en 1937 avec le King's Life Guard.
La NWMP/RNWMP/GRC a reçu les distinctions militaires pour :
- Rébellion des Métis (Canada) en 1885 ;
- Guerre des Boers (Afrique du Sud) en 1900–02 ;
- Première Guerre mondiale : en France, en Belgique en 1918 et également en Sibérie en 1918–19 ;
- Seconde Guerre mondiale : Europe de 1939 à 1945.

La GRC a aussi la distinction honoraire obtenue en 1957 :
- Écusson du Corps de la Police militaire canadienne[32].

## Uniforme

### Classique

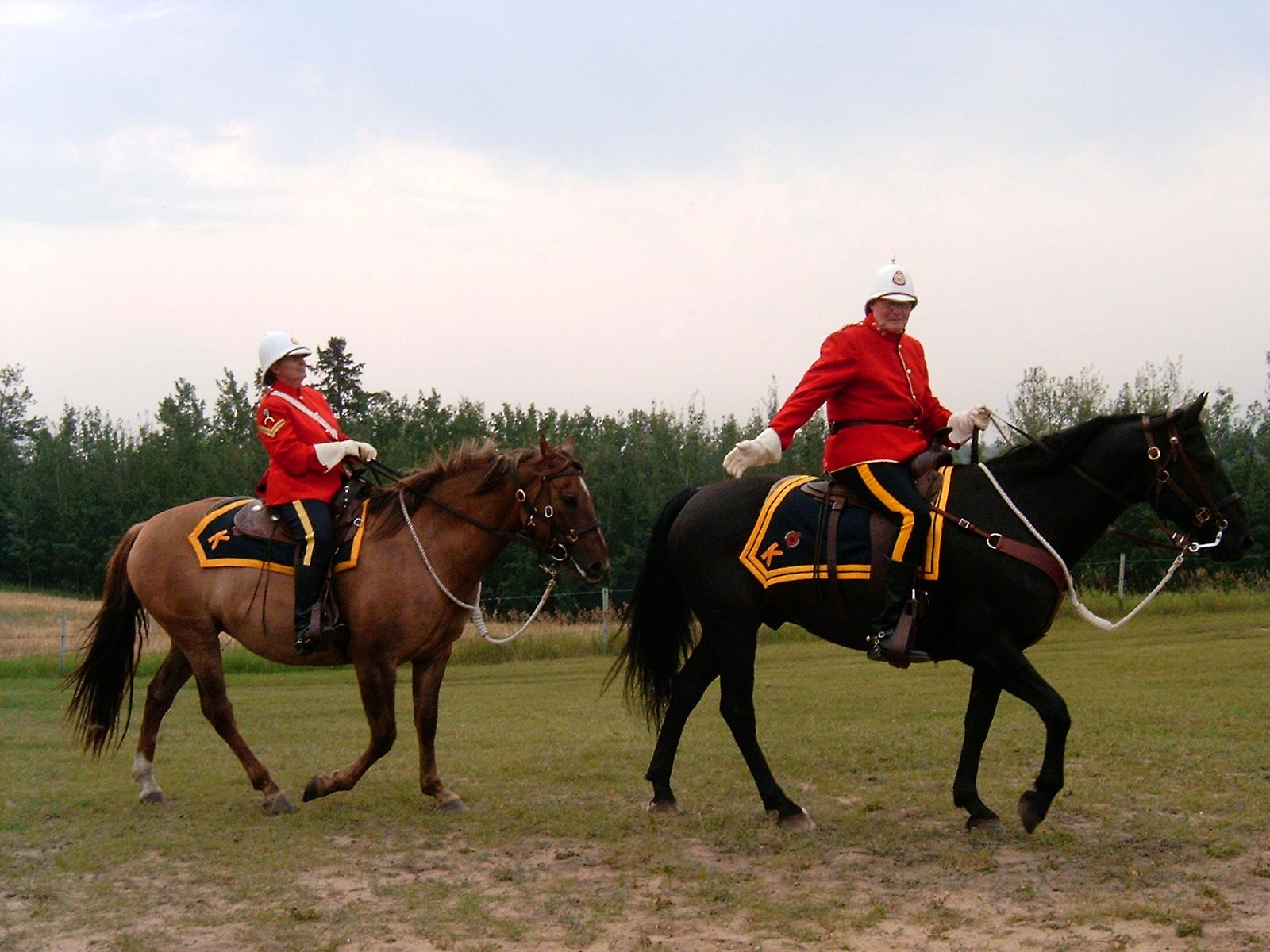
Acteur habillé selon la Troupe K de la NWMP

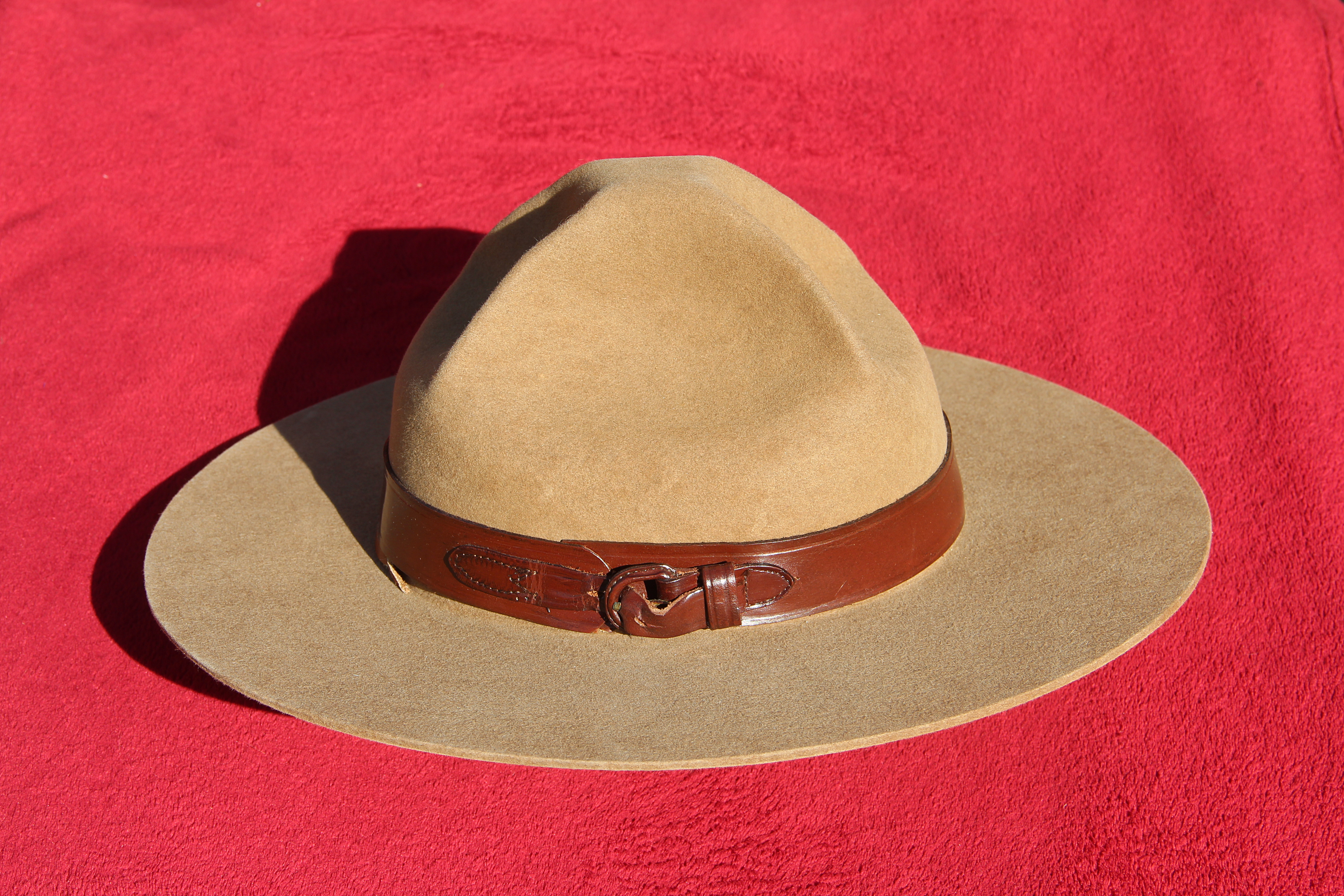
Le chapeau en feutre.

La GRC est reconnue par son uniforme de parade, consistant en un veston rouge à boutons dorés appelé Red Serge (hérité des red coats britanniques), un pantalon équestre bleu marine à ligne jaune sur le côté extérieur de la jambe (blues), un chapeau stetson à large bord, une longue paire de bottes de cuir brun appelée High Browns et un ceinturon baudrier de cuir brun appelé Sam Brown.
L'uniforme provenait originellement des magasins de la milice canadienne et comportait plusieurs variantes, selon la milice de provenance, mais fut rapidement standardisé. Des épaulettes bleues furent ajoutées durant les années 1920 après avoir obtenu le titre « Royal », remplaçant des épaulettes écarlates à bord doré. Les pantalons étaient initialement chamois mais les membres de la NWMP échangeaient souvent avec les troupes américaines le long de la frontière et la couleur bleue de pantalons utilisés maintenant pourrait provenir de là. La bande jaune est une autre tradition britannique. Les policiers de rang inférieurs à inspecteur portent des gorgerins bleus stylisés sur le collet. Les officiers supérieurs ont un collet bleu plein et des manches se terminant par des pointes bleues. Le NWMP portait au départ le casque colonial anglais qui n'était pas très pratique dans la vie quotidienne. Les membres adoptèrent donc des couvre-chefs à large bord pour patrouiller, ceux-ci offrant plus de protection contre le soleil, la pluie ou la neige. Sam Steele est souvent crédité pour l'introduction des chapeaux de style Stetson. Il ne fut cependant officiellement adopté qu'en 1904 mais déjà un contingent de la NWMP au jubilé de diamant de la reine Victoria portait ce couvre-chef et les membres du Lord Strathcona's Horse de la guerre des Boers l'utilisaient. En 1873, les bottes étaient noires et le ceinturon était une double ceinture de balles sans baudrier puisque la carabine était l'arme habituelle.

### Moderne

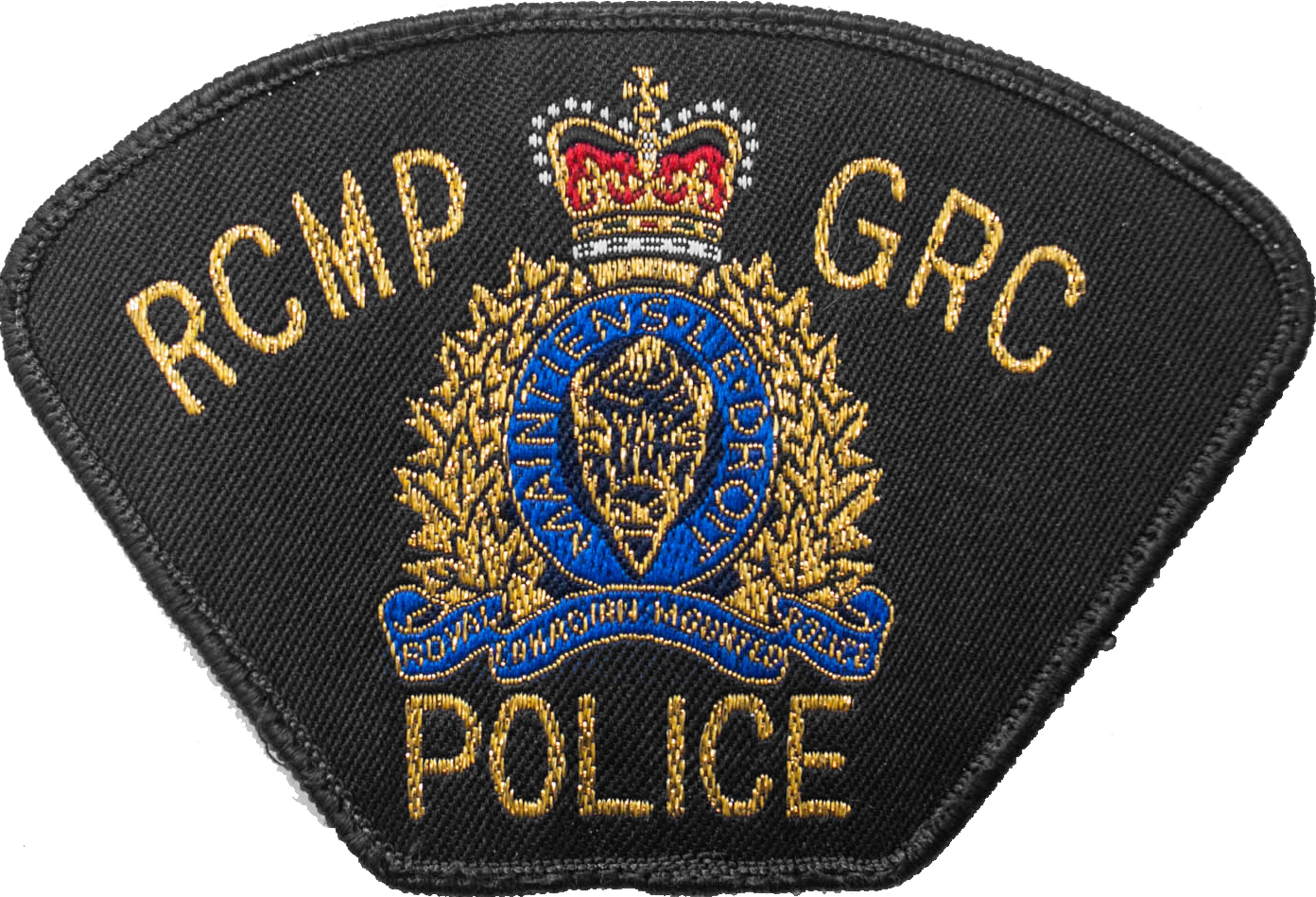
Écusson d'épaule de la Gendarmerie royale du Canada.

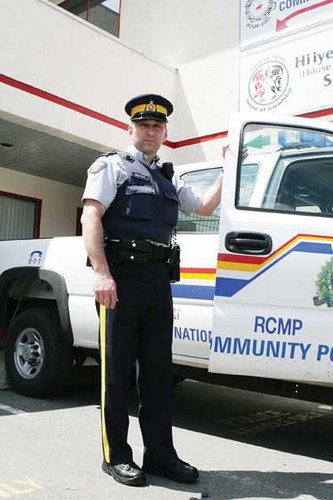
Uniforme de service.

Son uniforme de travail est, pour les provinces et les municipalités où elle est compétente, la chemise grise, la cravate bleu foncé, le pantalon bleu marine avec une ligne jaune sur le côté extérieur de la jambe, les bottes noires, la veste pare-balle, un veston bleu à collet ouvert en Gore-Tex et une casquette régulière. La ceinture de travail comprend un gaz lacrymogène en aérosol (à base de poivre), un bâton télescopique, une paire de menottes et une arme de poing de type pistolet (Sig-Sauer P226/220 ou Smith et Wesson 5946/3953). La chemise grise est remplacée par une blanche et le veston est plus formel pour les officiers supérieurs. En hiver, des bottes plus chaudes, des paletots et des casques en fourrure s'ajoutent à l'uniforme de base. En Colombie-Britannique, le chapeau comporte une bande noire en peau d'ours. Le 15 mars 1990, Baltej Singh Dhillon, policier sikh, a obtenu le droit de porter un turban aux couleurs de la GRC au lieu du Stetson malgré certaines protestations du public.
Dans les provinces où elle exerce uniquement ses fonctions de police fédérale, les policiers de la GRC vont porter l'uniforme de travail quand ils sont appelés à des fonctions relevant de leurs compétences fédérales, soit la police de l'air et des frontières. Cependant, la plupart d'entre eux seront habillés en civil car leur travail est en fait un travail d'enquêtes, la protection des dignitaires, etc. Les sections spécialisées ont également un habillement approprié.

## Formation

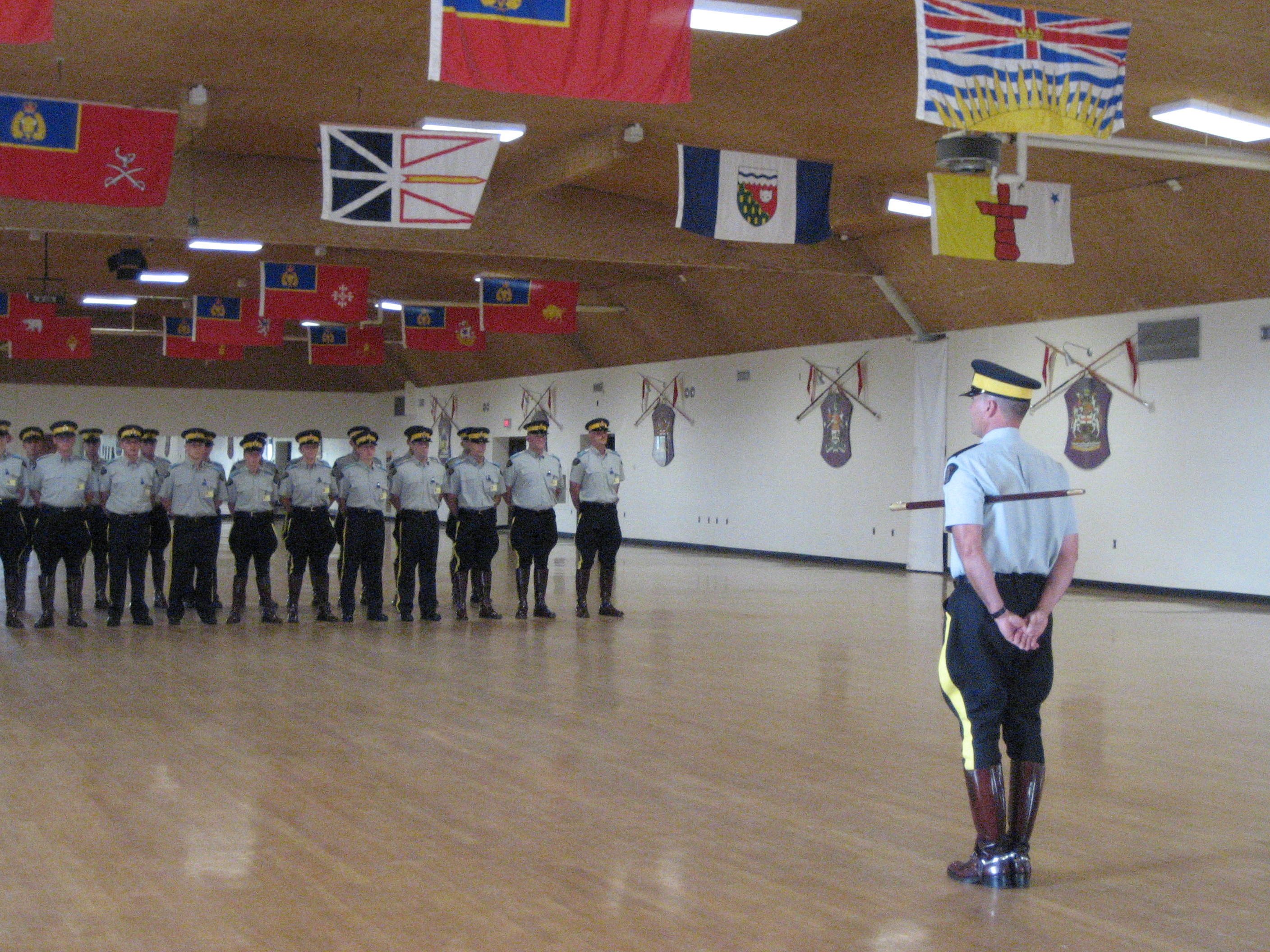
Peloton de recrues à l'école de la gendarmerie royale du Canada de Regina

Pour devenir un gendarme de la GRC, il faut satisfaire aux exigences de base suivantes : être citoyen canadien, parler couramment l’une ou l’autre des deux langues officielles du Canada, être titulaire d’un diplôme d’études secondaires canadien ou l’équivalent, posséder un permis de conduire canadien valide et sans restriction, avoir au moins 19 ans au moment de l’engagement. Les candidats pour la GRC doivent passer ensuite une batterie de tests psychologiques et physiques pour évaluer leurs aptitudes en rapport avec le travail de policier. Leur passé est également soigneusement examiné et des tests sont passés avec un polygraphe afin d'éliminer les candidats douteux.
Une fois acceptés pour la formation, ils sont envoyés au centre de formation de Regina (Saskatchewan) appelé Dépôt où ils pratiquent un entraînement physique quotidien qui comporte de marcher au pas, d'acquérir les techniques de défenses policières, de faire des pompes à répétition, de courir sur une distance de 6,5 km, de grimper neuf  escaliers, etc. Ils reçoivent des cours sur les techniques policières, les lois et règlements, le maniement des armes à feu, la conduite de véhicules de police, la sécurité publique et policière, la discipline et l’entraînement tactique. Le tout se passe entre 6 h 15 et souvent tard le soir durant vingt-six semaines. En heures, la totalité de la formation initiale dispensée au Dépôt est égale à 820 heures.
Chaque année, sur les 12 000 candidats, hommes et femmes, qui postulent auprès de la GRC, moins de 5 % sont retenus. Malgré cette sélection sévère, certains reçus abandonnent en cours de stage, rebutés par la dureté d'une formation qui voit la plus petite erreur sanctionnée.
La GRC dispose sa formation de base dans les deux langues officielles du Canada, soit le français et l'anglais. Toutefois, la langue française est très peu utilisée au quotidien et elle est peu usitée dès les premiers examens et concours internes car très peu d'épreuves sont proposées en français, ce qui désavantage beaucoup les francophones qui n'ont pas de connaissance en langue anglaise.
Des plaintes ont d'ailleurs été déposées à l'encontre de ce système discriminant par des membres de la GRC ou par d'anciens membres francophones de la GRC auprès du Commissaire aux langues officielles. Selon les statistiques concernant les emplois détenus par des membres de la GRC en 2015, 81,26 % des emplois sont unilingue anglais et le reste des emplois est bilingue. Le nombre d'emplois unilingues français est infime (19 postes sur un effectif de 20 487 personnes portant l'uniforme). Depuis 2015, cet état de fait n'a pas été modifié par les autorités gérant la GRC.
Il est à noter que la quasi-totalité des cadres supérieurs de la GRC que sont les inspecteurs (équivalent en Europe des postes d'officiers de police, en tenue ou en civil) et les surintendants (postes de type « commissaires de  police ») sont unilingue anglais. Dans l'histoire de la GRC, créée en 1873, sous la forme de police montée du Nord-Ouest, tous les postes de « commissaires », qui correspondent au poste de directeur général de la police nationale au niveau européen et qui sont au nombre de 25 depuis la dernière nomination ayant eu lieu le 25 mai 2023, ont tous été détenus par des anglophones.

## Armement

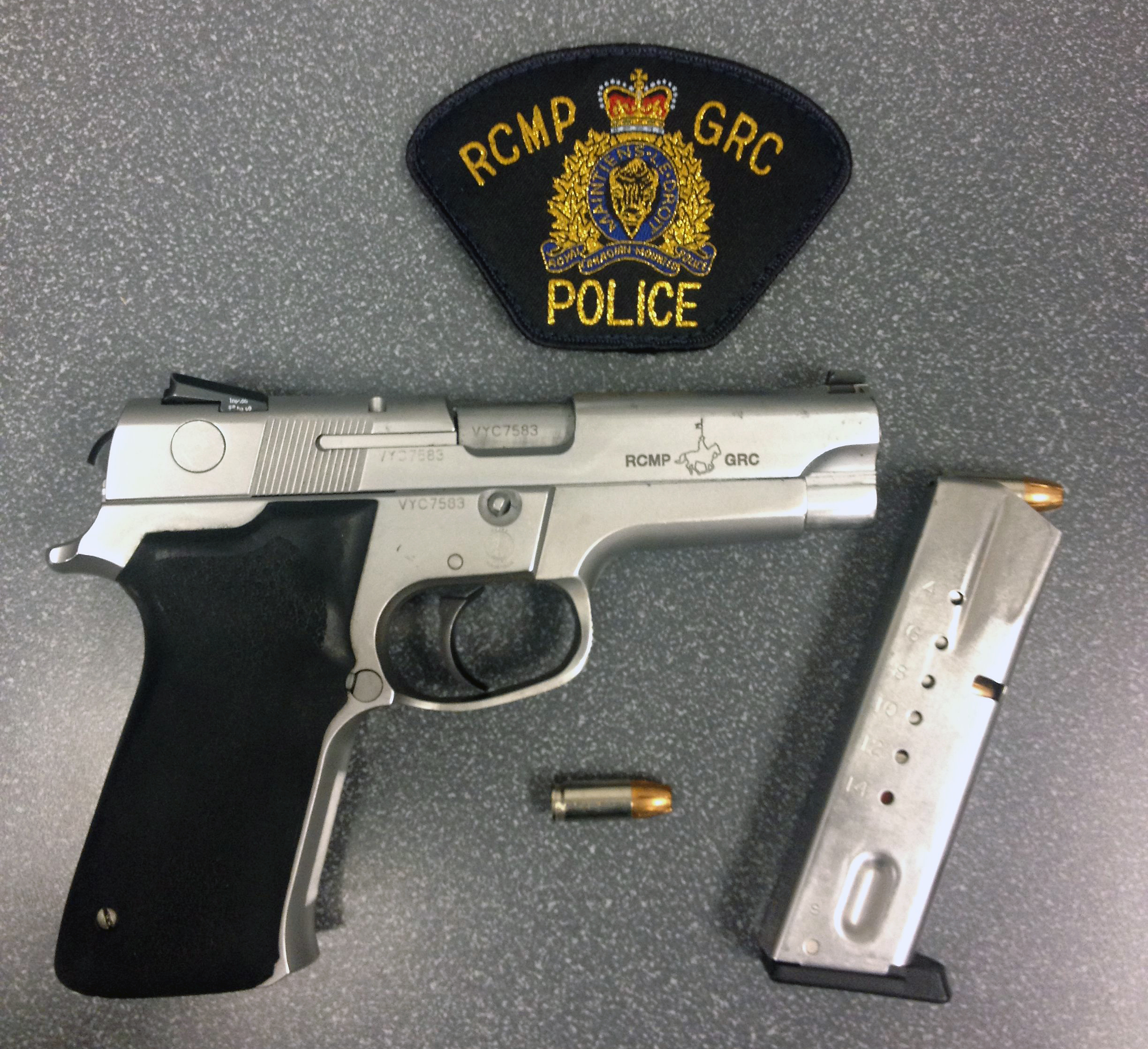
Un Smith & Wesson Model 5946 arme de service de la grande majorité des agents de la GRC

Les « Mounties » reçoivent une arme de poing et une arme d'épaule pour ceux patrouillant dans le Grand Nord :
- Période 1873-1882 : Revolver Adams et Winchester 1876.
- Période 1882-1903 : Revolver Enfield MK 1/MK 2, S&W .38 Safety Hammerless (gendarmes agissant en tenue civile), Winchester 1876 puis Carabine Lee-Metford
- Période 1904-1954 : Colt New Service (.45 Colt), Colt New Service British Army/GRC (.455 Webley) Webley Mk 6, SMLE MK 3 et Lee-Enfield N°4 Mark I, Colt Police Positive et mitraillette Thompson. Les constables perçurent aussi des Colt Police Positive Special, Colt Official Police et S&W Heavy Duty. La dotation en munitions était de 18 cartouches par revolver.
- Période 1954-années 1980 : S&W M10 (canon de 12,7 cm), S&W M12 (remplaçant le Colt Detective Special en service de 1960 à 1967), Remington 870, FN C1 et Winchester Modèle 70.
- Depuis les années 1990, Sig-Sauer P226 et P220, S&W 5946 et 3953, Diemaco C7 et C8, Remington 870, pistolet à impulsion électrique et Winchester Modèle 70.

Lors des parades, ils portent une lance de bambou et d'acier chromé.

## Transport

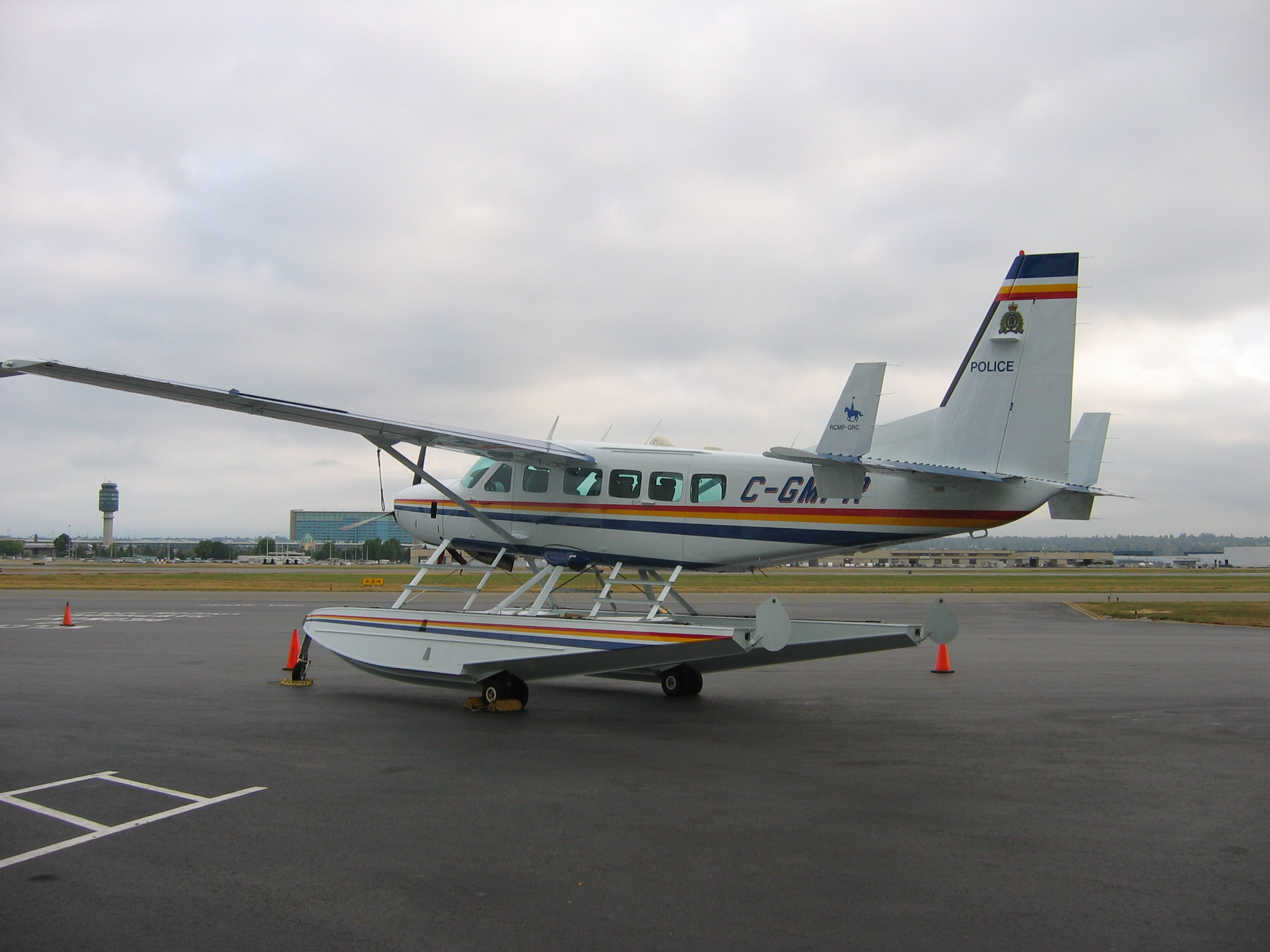
Un Cessna 208 Caravan appartenant à la GRC

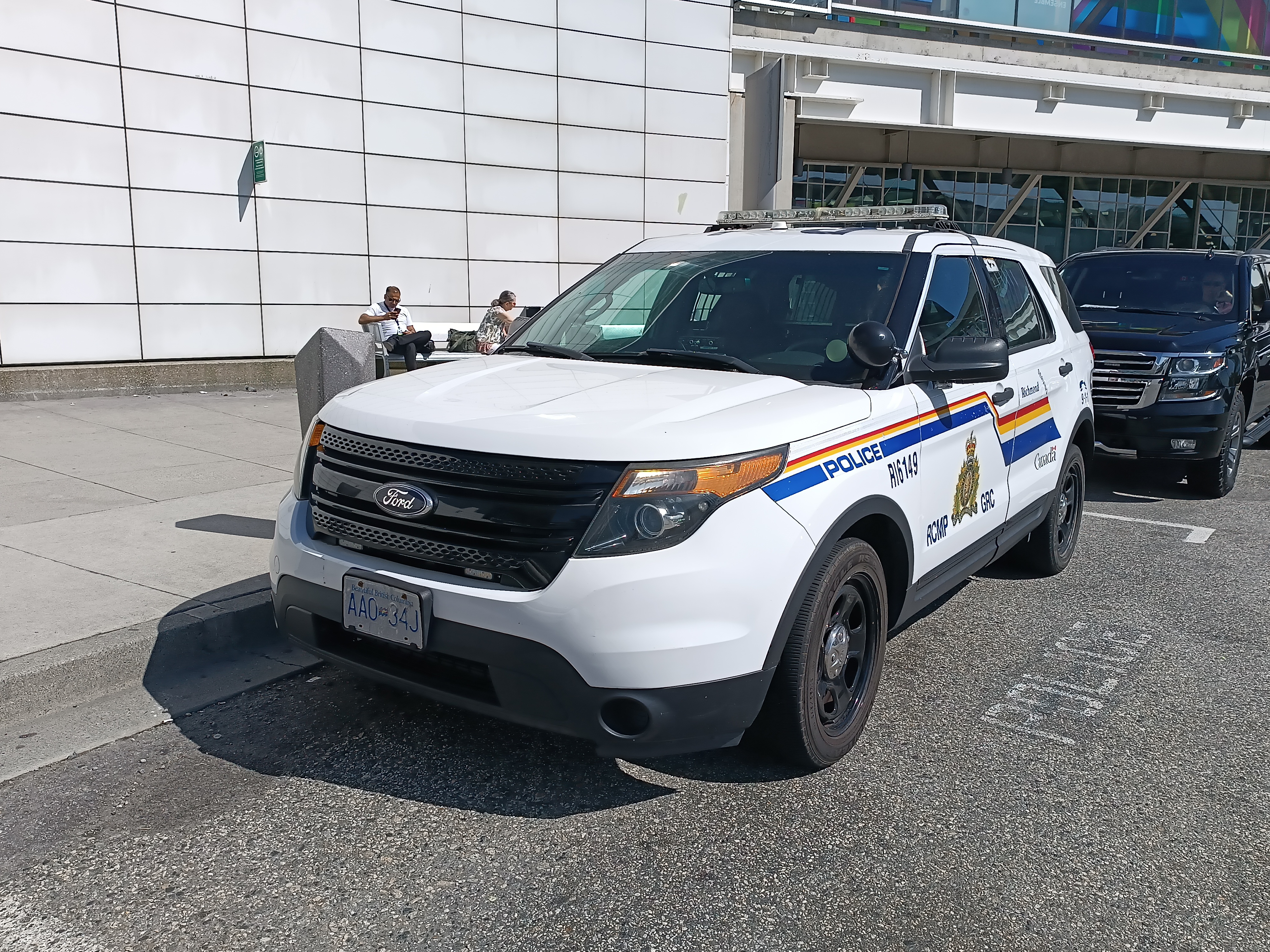
Ford Police Interceptor Utility à l'aéroport de Vancouver.

La GRC possède son propre service aérien, permettant aux membres de première ligne et aux partenaires de prévenir le crime et d'enquêter sur celui-ci, d'appliquer la loi, de contrer le terrorisme et de travailler dans un environnement sécuritaire. La flotte du service aérien de la GRC comprend, 17 Pilatus PC-12, trois Cessna Caravan, deux De Havilland DHC-6-300 Twin Otter, un Quest Kodiak 100, quatre Hélicoptères Bell 206, quatre Eurocopter AS350 B3s.
Le service de transport terrestre de la GRC possède une flotte impressionnante de véhicules automobiles : véhicules tels que la Ford Crown Victoria, de nombreux modèles Chevrolet (Impala, Lumina, Caprice, Camaro, Cube Van et Suburban), certains modèles de SUV Land Rover, d'autres modèles Ford (Mustang, Expedition, Explorer, Cube Van, Command Post et Taurus), des GMC (Jimmy, Van, Yukon, Caprice), certains modèles de motocyclettes Harley Davidson, la Volkswagen Beetle et la Chrysler PT Cruiser, ces deux derniers véhicules étant réservés aux activités communautaires et publicitaires.
La GRC utilise près de 8 677 véhicules terrestres, banalisés (35 %) et sérigraphiés (65 %).
La GRC possède aussi un service maritime ayant comme tâches principales d'appliquer la loi sur les douanes et l'accise, la loi sur la marine marchande du Canada et d'autres lois fédérales, et à procéder à certaines opérations de sauvetage. Le service de la marine de la GRC dispose actuellement d'une flotte de cinq patrouilleurs de plus de 9,2 mètres de long, soit un sur la côte est canadienne et quatre sur la côte ouest. Tous les bateaux de patrouille sont munis d'un radar et des instruments de navigation électroniques et informatiques les plus modernes.
La flotte comprend notamment le patrouilleur Inkster (un catamaran rapide en aluminium de 19,75 mètres), le Nadon, le Higgitt, le Lindsay et le Simmonds (des vedettes rapides de type catamaran, longues de 17,7 mètres et pouvant atteindre une vitesse de pointe de 36 nœuds grâce à leurs deux moteurs diesel D2840 LE401 V-10 Man de 820 hp soit 831 ch) et le Stikine (un bateau de 13,72 mètres en fibre de verre équipé de deux moteurs diesel Volvo TAMD70E de 300 hp (soit 304 ch) et pouvant atteindre une vitesse maximale de 23 nœuds).
En plus des patrouilleurs, la Gendarmerie possède et utilise 377 embarcations plus petites à divers endroits au Canada. On inclut dans cette catégorie tous les bateaux de moins de 9,2 m de long, depuis les canots et les bateaux transportables sur le toit d'une voiture jusqu'aux embarcations pneumatiques à coque rigide et aux très stables semi-hors-bords de fabrication commerciale. Les navires circulant sur les eaux intérieures sont utilisés dans les enquêtes générales et les enquêtes reliées à l'application de la Loi sur la marine marchande du Canada, aux Règlements sur les petits bâtiments, à la Loi sur la Convention concernant les oiseaux migrateurs et au respect de diverses autres lois fédérales ou provinciales.

## Carrousel

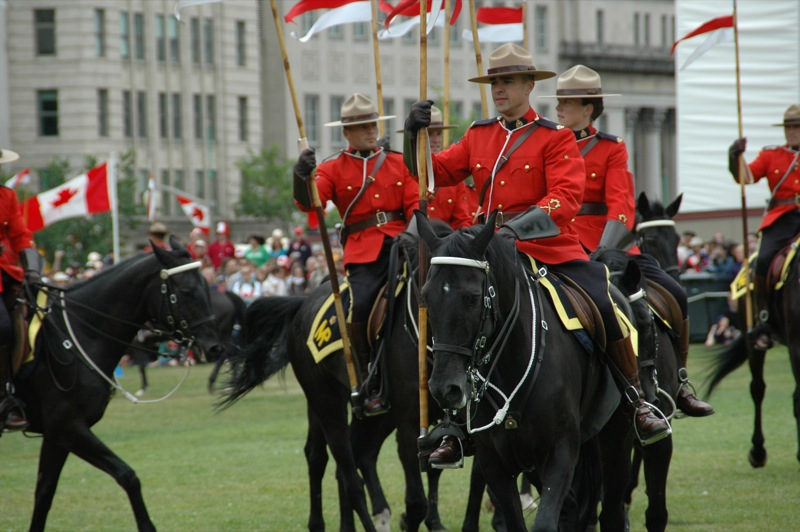
Cavaliers lors de la fête de la Confédération canadienne à Ottawa

Le Carrousel est une unité de la GRC qui est né du désir des premiers membres de la Police montée du Nord-Ouest de démontrer leur adresse de cavaliers et de divertir la population. La plupart était d'anciens militaires britanniques et ils mirent sur pied un spectacle équestre utilisant des figures tirées des mouvements traditionnels de cavalerie. Le premier Carrousel a été présenté en 1887, à l'école de formation de Regina, sous la direction de l'inspecteur William George Matthews. Le Carrousel, formé de vingt hommes, a donné une représentation publique en tournée pour la première fois en 1901. Sa popularité n'ayant cessé de grandir au fil des ans, le Carrousel est aujourd'hui connu partout dans le monde.